# Echeandia macrophylla
Echeandia macrophylla là một loài thực vật có hoa trong họ Măng tây. Loài này được Rose ex Weath. mô tả khoa học đầu tiên năm 1910.